# Gram Slotskro
Gram Slotskro er en dansk kro, beliggende tæt ved Gram Slot i Gram i Haderslev Kommune. Kroen blev åbnet i 1673, og de nuværende bygninger blev opført i 1714. Kroen har siden 1913, med undtagelse af perioden 1961–1984, været drevet af familien Schrøder.

## Historie
Den første krobygning blev opført i 1673 af feltmarskal Hans Schack, der tre år forinden havde opført hovedbygningen på Gram Slot. Efter en brand, genopførte grev Hans Schack den 2. de nuværende krobygninger af røde mursten i 1714. Godset forsatte som ejere af kroen, og de omdøbte på et tidspunkt stedet til "Petersens Hotel", inden de igen kaldte kroen for det nuværende. På et tidspunkt havde slotsejerne afhændet kroen, men købte den tilbage i 1907.
I 1913 blev købmand Julius Frederik Schrøder forpagter af kroen, der drev kroen frem til sin død i 1950, hvor sønnen Harald og dennes hustru overtog driften af slotskroen. Ægteparret forlod kroen i 1961, for at gå over på den anden side af Slotsvej, for at drive Gæstgivergården, hvor de ændrede navnet til Den Gamle Kro.
Fra 1961 til 1984 blev kroen drevet på forskellige former af Gram Slot, inden de i 1984 solgte til Ole og Aase Schrøder, der efter et generationsskifte i 1971, havde overtaget Den gamle Kro på modsatte side af vejen. Ægteparret forsatte driften af begge steder. I 2001 overlod Ole og Aase ejerskabet af selskabet til søn og svigerdatter Carsten og Marianne Schrøder, der blev fjerde generation på Slotskroen siden 1913.
Den store krobygning med et bygningsareal på 458 m2, og den tilstødende rejselade, blev fredet i december 1986.
- Den gamle Kro drives nu også af Slotskroen.
- En vinteraften